# Коморовський Ростислав-Юрій Теофілович
Ростислав-Юрій Теофілович Коморовський (5 січня 1920, с. Сватоборжіце, нині Чехія — 1 травня 2006, м. Тернопіль) — український науковець у галузі медицини. Доктор медичних наук (1964), професор (1965).

## Життєпис
Народився 5 січня 1920 року в с. Сватоборжіце (чеськ. Svatobořice) в Моравії, Перша Чехословацька Республіка (нині у складі громади Сватоборжіце-Містржін (чеськ. Svatobořice-Mistřín) поблизу міста Кийова, Округ Годонін, Південноморавський край, Чехія) в сім'ї вихідців з Тернополя. 
Закінчивши в 1938 році гімназію в Тернополі, вступив на перший курс лікувального факультету Ягеллонського університету. Закінчив Львівський медичний інститут (1945; нині медичний університет). Асистент (1950—1953), доцент (1953—1957) кафедри факультетської хірургії цього ВНЗ.
У 1948 році захистив кандидатську дисертацію на тему «Хирургическая анатомия шейного отдела грудного протока».
У 1957—1999 — доцент (1957—1965), професор (1987—1999), завідувач (1965—1987) кафедри госпітальної хірургії Тернопільського медичного інституту (нині ТДМУ).
У 1964 році захистив докторську дисертація на тему «Резекция желудка с тонкокишечной пластикой».

## Науковий доробок
Сфера наукових досліджень: гастрохірургія, захворювання печінки, жовчовивідних шляхів, підшлункової залози. Розробив хірургічні лікування виразкової хвороби, зокрема реконструктивні операції при пострезекційних синдромах, при злуковій хворобі очеревини, патологічному ожирінні.
Запропонував нові варіанти первинної та реконструктивної гастроєюнодуоденопластики, оригінальний метод загрудинної пластики стравоходу, нову модифікацію черезбрижової інтестиноплікації при злуковій непрохідності кишок, метод тиніотомії для продовження товстої кишки при пластиці стравоходу, розробив методику поздовжнього ушивання «важкої кукси» дванадцятипалої кишки та дуоденостомії при резекції шлунка, холедохостомії, поетапного раннього зняття швів при безперев'язочному веденні операційних ран, оцінки ризику операції та ризику захворювання хворих похилого віку.
Автор і співавтор близько 200 наукових і навчально-методичних праць, у т. ч. 2 монографій. Має 7 авторських свідоцтв на винаходи.
Під керівництвом професора Коморовського виконано 9 докторських та 29 кандидатських дисертацій.
Упродовж 40 років був незмінним головою Тернопільського наукового товариства хірургів, членом редакційної ради журналу «Клінічна хірургія», заступником головного редактора журналу «Шпитальна хірургія», членом республіканської проблемної комісії «Хірургія», проблемної комісії з геріатричної хірургії.

## Вшанування пам'яті

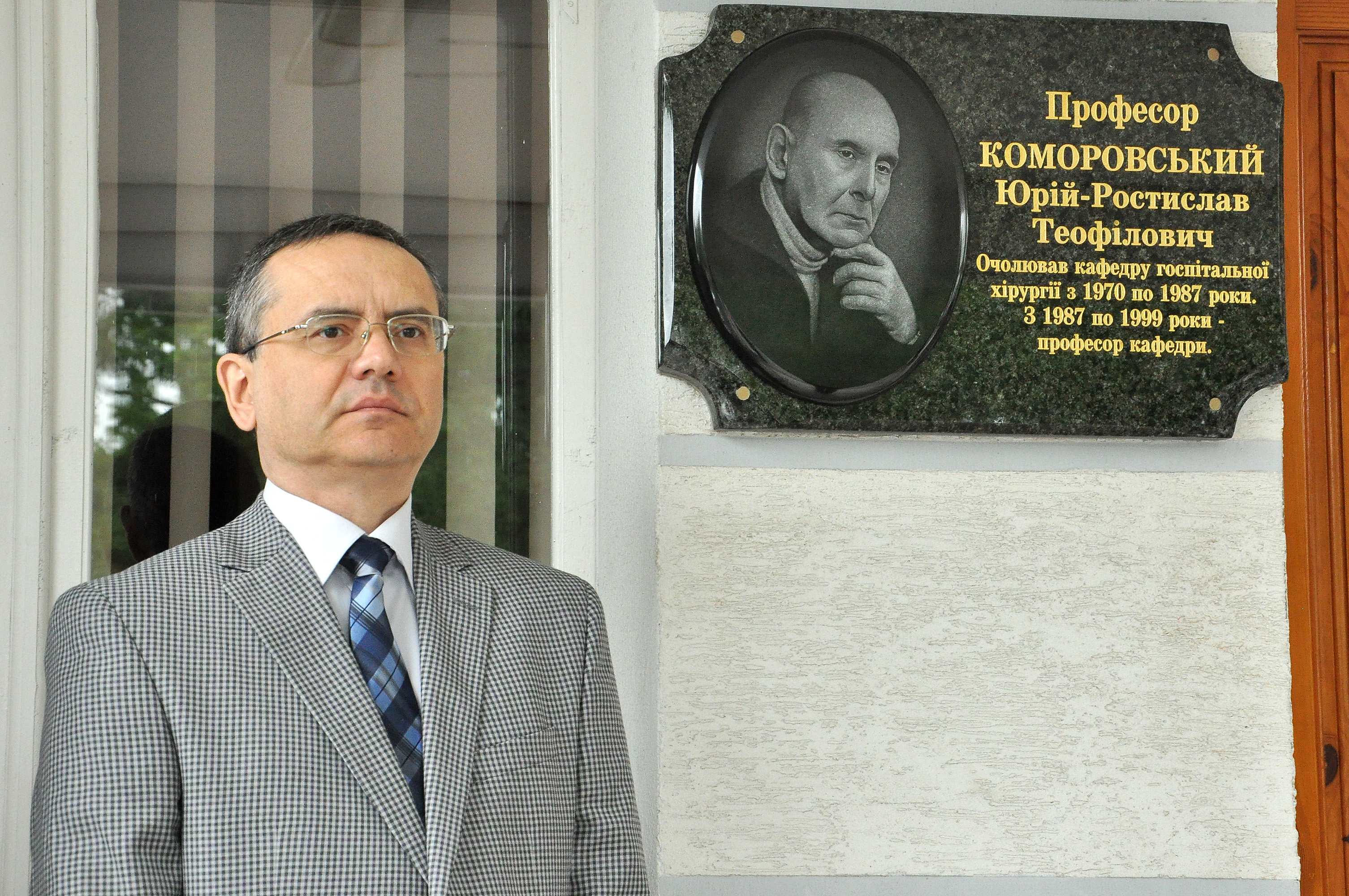
Ректор ТДМУ Михайло Корда на відкритті пам'ятної дошки професору Р.-Ю. Коморовському

14 червня 2016 року відбулося відкриття меморіальної дошки професору Ю. Т. Коморовському на фасаді терапевтичного корпусу КЗТОР «Тернопільська університетська лікарня» та пам'ятне засідання ГО «Асоціація хірургів Тернопілля».